# Schenefeld (Kreis Steinburg)
Schenefeld er en kommune og administrationsby i det nordlige Tyskland, beliggende i Amt Schenefeld i den nordvestlige del af Kreis Steinburg. Kreis Steinburg ligger i den sydvestlige del af delstaten Slesvig-Holsten.

## Geografi
Schenefeld ligger omkring 15 km nord for Itzehoe ved Bundesstraße B430. Vandløbene Mühlenau (Stegau) Meiereibach løber gennem kommunen. Ved Siezbütteler Mühlenteich ligger Luisenbad.